# 興勤電子
興勤電子工業股份有限公司，簡稱興勤電子，英文簡寫「Thinking」，創立於1979年7月16日，為台灣知名的電子保護元件企業，總部設於臺灣高雄市。董事長為隋台中先生，為國立臺灣海洋大學表列的知名校友。

## 產品與用途
興勤電子的核心事業以電路保護為主，針對過電流保護、過電壓保護、過熱偵測這三類電子電路保護的需求，使用陶瓷、高分子、金屬等材料來設計與製造保護元件。產品線有熱敏電阻（負溫度係數（NTC）與正溫度係數（PTC））、溫度感測器（或稱溫度傳感器）、壓敏電阻、可覆式保險絲(另稱 PPTC)、靜電防護元件。

## 產業地位與貢獻
興勤電子是台灣電子元件業中知名的保護元件製造商，也是同業中第一個股票上市的企業。
伴隨1980年之後台灣個人電腦（PC）產業的蓬勃發展，每部PC必備的交換式電源供應器中，都需要熱敏電阻來抑制開機瞬間產生的突波電流；同時，由市電供應電力給電源供應器運作的過程中，電壓的波動也需要突波吸收器（一般均以壓敏電阻來充任）來保護系統正常運作。興勤在交換式電源供應器的產業中，為供應鏈一員。
2001年獲選 第十屆國家磐石獎 （页面存档备份，存于）。

2008年獲選 勤業眾信台灣高科技獲利Fast50排名。

獲選 2008全球華商高科技500強排行榜。